# Колчеданы
Колчеда́ны (из прилагательного др.-греч. χαλκηδόνιος — халкедонский, от Халкедон (др.-греч. Χαλκηδών) — др.-греч. колония в Малой Азии; через ср.-лат. calcidonius, chalcedonius lapis и фр. calcédoine — халцедон) — устаревшее собирательное название, применявшееся в отношении минералов из группы сульфидов и арсенидов, содержащих железо, олово, медь, никель.

## Разновидности
Наиболее известен серный или железный колчедан (пирит, FeS2), который применяют для получения серы и серной кислоты. Известны также лучистый колчедан (орторомбический дисульфид железа FeS2, или марказит), магнитный колчедан (Fe7S8, или пирротин), мышьяковый колчедан FeAsS, молибденовый колчедан, мышьяковистый колчедан (минерал лёллингит) FeAs2, никелевый колчедан (минерал хлоантит) (Co, Ni)As3, применяемые для получения мышьяка, железоникелевый колчедан ((Fe, Ni)9S8), оловянный колчедан (станнин) и медный колчедан CuFeS2 (халькопирит), пёстрый медный колчедан (Cu5FeS4), кобальтовый колчедан ((Fe, Co)S2).

## Рудные залежи
Месторождения колчеданов, содержащих железо и медь, формируются в ассоциации с базальтовыми вулканическими породами. Магнитный, никелевый и медный колчеданы присутствуют в магматических месторождениях ликвационного типа. Кроме того, колчеданы обычны в скарновых месторождениях, а также в плутоногенных, вулканогенных и амагматогенных гидротермальных месторождениях.
Рудные залежи используются:
- Для производства серной кислоты — железный колчедан и магнитный колчедан.
- Для извлечения металлов — железо-никелевый колчедан, никелевый колчедан, медный колчедан.

Оловянный колчедан встречается редко и не образует значительных месторождений.

## Известные колчеданы
Под историческими названиями колчеданов, ныне ставшими тривиальными, известно около полусотни минералов, некоторые из которых имеют по два или более подобных синонима.:52
- Белый железный колчедан — минерал марказит, формула FeS2;[3]:52
- Белый никелевый колчедан — минерал раммельсбергит, формула NiAs2;
- Блестящий кобальтовый колчедан — минерал кобальтин, формула CoS2;
- Блестящий мышьяковый колчедан — минерал лёллингит, формула FeAs2 (см. ниже);
- Висмуто-кобальтовый колчедан — висмутсодержащий скуттерудит (см. ниже);
- Висмутоникелевый колчедан — природная смесь полидимита с висмутином;
- Водный колчедан — одно из названий марказита, формула FeS2;
- Волосистый колчедан — минералы миллерит или марказит (в волокнистых формах);[3]:84
- Железный колчедан, также купоросный — минерал пирит, формула FeS2;
- Железо-кобальтовый колчедан — минерал саффлорит, формула CoAs₂;[3]:135
- Железо-никелевый колчедан — минерал пентландит, формула (Fe, Ni)9S8;
- Жёлтый никелевый колчедан, также волосовидный колчедан — минерал миллерит, формула NiS;
- Кобальтовый колчедан — минералы кобальтин или линнеит, часто называемые также кобальтовым блеском, формула (Fe, Co)S2;
- Красный никелевый колчедан — минерал никелин, формула NiAs;
- Кубический колчедан (шпейсовый кобальт), также твёрдый кобальтовый или тессеральный колчедан — минерал скуттерудит, формула (Co, Ni)As3 (Co2As3);
- Лучистый колчедан, также белый или серый железный, волосистый, водный, гребенчатый, листоватый или ячеистый колчедан — минерал марказит, орторомбический дисульфид железа, формула FeS2;
- Магнитный колчедан — минерал пирротин, формула Fe7S8;
- Марганцевый колчедан — минерал гауерит, формула MnS2;
- Медный колчедан — минерал халькопирит, формула CuFeS2;
- Молибденовый колчедан — минерал молибденит, часто называемый также молибденовым блеском, формула MoS2;
- Мышьяковистый колчедан — минерал лёллингит, формула FeAs2;
- Мышьяковый колчедан — минерал арсенопирит, формула FeAsS;
- Никелевый колчедан — минералы хлоантит или миллерит (иногда также некоторые другие), формула (Co, Ni)As3 или NiS;
- Оловянный колчедан — минерал станнин или станнит, оловосодержащая разновидность медного колчедана, формула  Cu2FeSnS4;
- Пёстрый медный колчедан — минерал борнит, формула Cu5FeS4;
- Печёнковый колчедан — псевдоморфоза пирита или марказита по пирротину;
- Серебряный колчедан — минералы штернбергит или аргентопирит;
- Серный колчедан — чаще всего пирит, но в старых текстах может быть также халькопирит;
- Серый никелевый колчедан — минерал герсдорфит, формула NiAsS;
- Сурьмяно-никелевый колчедан — минерал ульманнит, формула NiSbS.

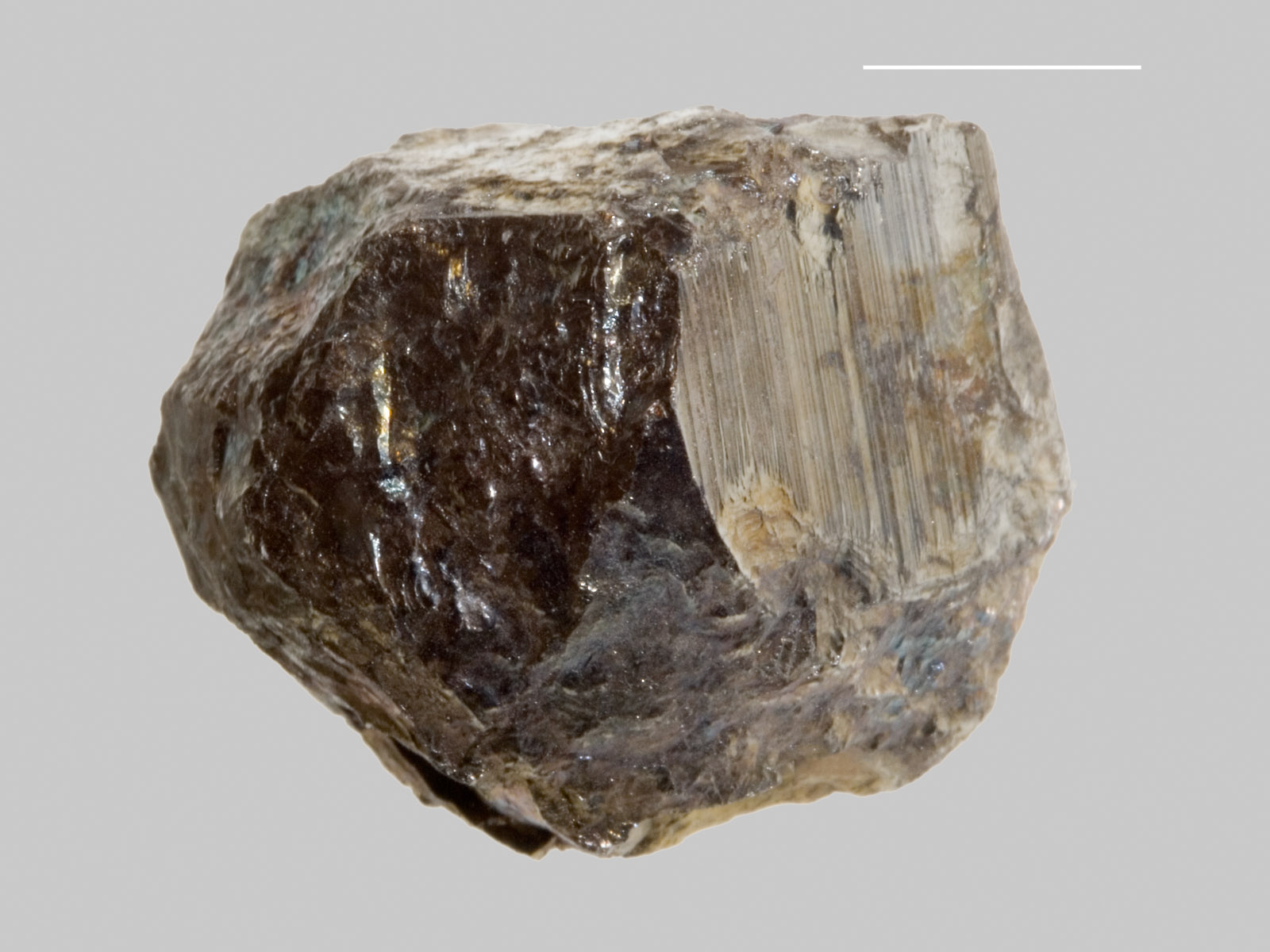
Железный колчедан
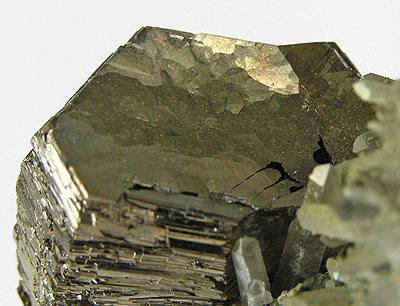
Магнитный колчедан
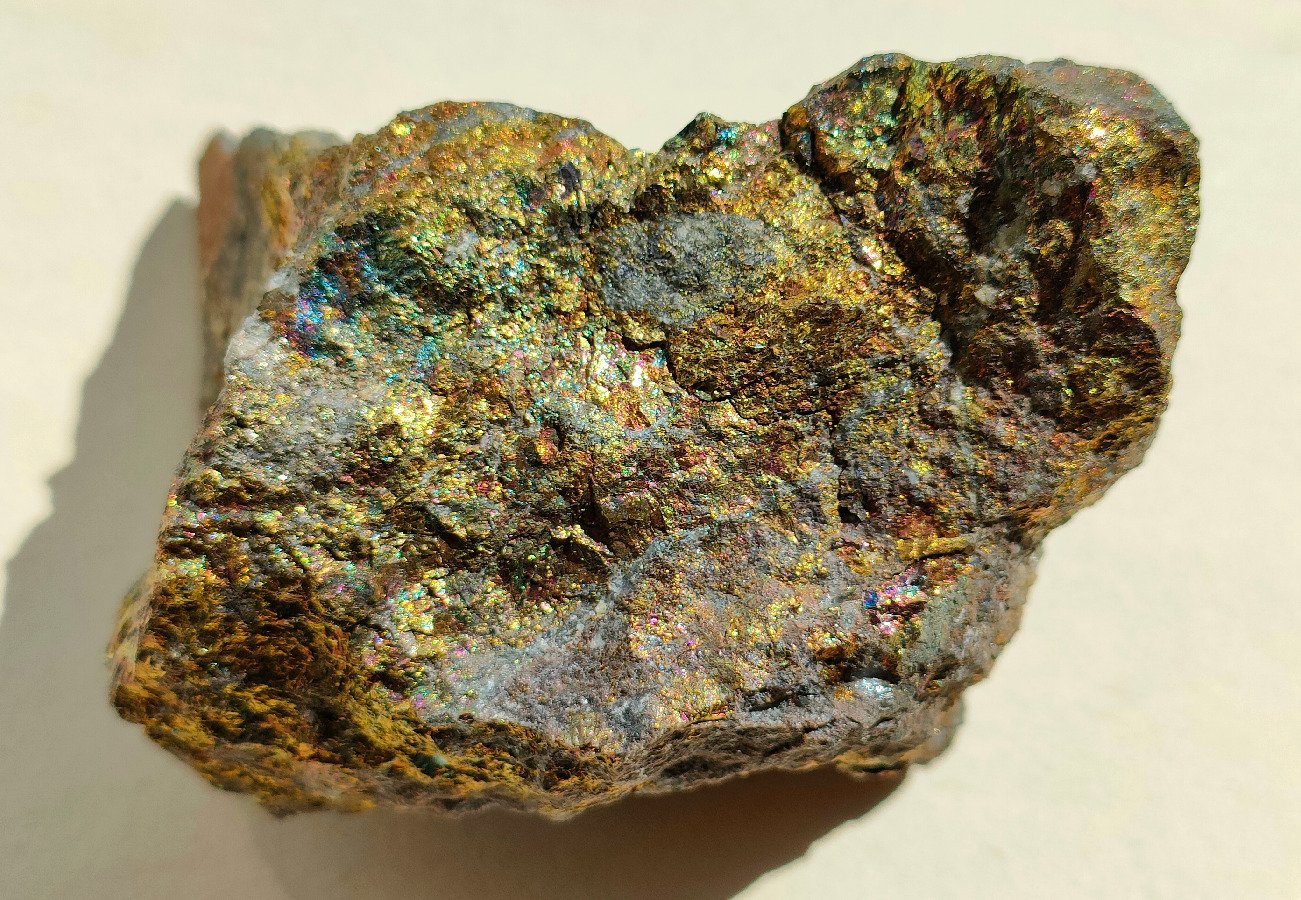
Медный колчедан
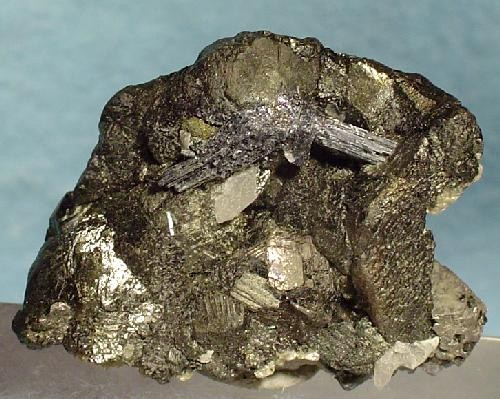
Оловянный колчедан

## Колчеданы в топонимике
В честь семейства минералов колчеданов названы село и посёлок в Свердловской области.